# Acta Eruditorum
Acta Eruditorum (dosłownie z łac. Akta Uczonych) – pierwsze na ziemiach niemieckich czasopismo naukowe ukazujące się w latach 1682–1782.
Zostało założone w Lipsku przez Ottona Mencke z inicjatywy Leibniza. Wzorowane było na francuskim Journal des savants. Wydawane było po łacinie i publikowało wyniki naukowe oraz recenzje takich uczonych jak m.in. Isaac Newton, Gottfried Wilhelm Leibniz, Jakob Bernoulli, Pierre Simon de Laplace, Jan Heweliusz, ale również humanistów i filozofów, jak Veit Ludwig von Seckendorff, Christian Thomasius i Christian Wolff. Wśród osób publikujących w piśmie był Polak Adam Adamandy Kochański.
Po śmierci Otto Mencke pismo kierowane było przez jego syna, Johanna Burckhardta Mencke. Czasopismo zmieniło nazwę na Nova Acta Eruditorum. Od 1754 było kierowane przez Karla Andreasa Bela.